# Centrale hydroélectrique de Turlough Hill
La centrale hydroélectrique de Turlough Hill est une centrale électrique de pompage-turbinage en Irlande, détenue et exploitée par l'Electricity Supply Board (ESB).
Comme toutes les stations de transfert d'énergie par pompage, il utilise deux réservoirs d'eau reliés par un tunnel sous pression : dans ce cas, un réservoir artificiel près du sommet de la montagne et le lac naturel du corrie, Lough Nahanagan, au pied de la montagne. L'eau est pompée du réservoir inférieur vers le réservoir supérieur, en utilisant l'énergie excédentaire disponible sur le réseau aux moments de faible demande, puis elle redescend par gravité du réservoir supérieur vers le réservoir inférieur, en passant par des turbines pour produire de l'électricité. La centrale électrique est située à l'intérieur de la montagne, dans une caverne de 76 m de long sur 21 m de large et 27 m de haut, qui abrite quatre turbines à pompe réversibles d'une capacité combinée de 292 mégawatts. Le réservoir supérieur a une profondeur de 19,4 mètres pour une capacité de 2,3 millions de mètres cubes, couvrant une superficie de plus de 160 000 mètres quarrés,. La centrale est conçue pour produire de l'électricité aux heures de pointe et peut être mise en service rapidement : elle peut passer de l'arrêt à la pleine production en 70 secondes, contre 12 heures pour certaines centrales thermiques. Elle peut produire de l'électricité à pleine charge jusqu'à six heures par jour et présente une efficacité énergétique aller-retour de 75 %. Depuis 2004, Turlough Hill est le centre de contrôle hydroélectrique (HCC) pour l'ensemble du portefeuille hydroélectrique d'ESB, qui comprend 19 générateurs au total. Une révision de la centrale était prévue pour 2011 à la suite de la défaillance des barres statoriques de l'unité 1. Une enquête ultérieure a révélé de graves défauts, ce qui a entraîné la remise en état des quatre unités de production.

## Histoire
Turlough Hill a été conçu à l'origine par Dermot O'Riordan, alors ingénieur en chef adjoint au département de génie civil de l'ESB. En 1964, les ingénieurs de l'ESB visitent plusieurs emplacements potentiels dans les montagnes de Wicklow, creusant des puits d'essai et des forages, à la recherche d'un site approprié pour une station de pompage-turbinage. Une liste restreinte de trois sites est établie par O'Riordan : un réservoir supérieur artificiel au sommet de la montagne Tonduff avec un réservoir inférieur artificiel dans la vallée de Glencree ; un réservoir supérieur utilisant le lac de barrage de Lough Ouler, un lac de corrie naturel près du sommet de la montagne Tonelagee, avec un réservoir inférieur artificiel dans la vallée de Glenmacnass ; et un réservoir supérieur artificiel  à Turlough Hill avec le lac de barrage Lough Nahanagan comme réservoir inférieur.
Le site de Turlough Hill a été sélectionné comme la meilleure de ces options. Les travaux commencèrent en 1968. Le coût total de l'ouvrage a été estimé à 12 millions de livres sterling. Un prêt de 6 millions de livres sterling a été obtenu auprès de la Banque mondiale pour financer en partie le projet. Des contrats d'une valeur de 2 millions de livres sterling ont été signés avec Karlstad Mekaniska Werkstad pour quatre turbines à pompe réversibles et avec Siemens pour quatre générateurs de 73 mégawatts en 1969. Les contrats pour les travaux de génie civil ont été attribués à deux consortiums allemands : Beuscher-Teerbau pour le réservoir supérieur et Alfred Kunz & Co. pour les travaux souterrains dans le réservoir inférieur.
Les inquiétudes concernant l'impact du projet sur le paysage du Wicklow Gap ont incité l'ESB, dont Tom Murray, le président et directeur général de l'époque, était un fervent partisan, à faire appel à l'architecte paysagiste Sylvia Crowe. Elle a recommandé que le réservoir supérieur soit camouflé en plantant de la végétation sur ses talus et que les travaux sur le réservoir inférieur du Lough Nahanagan soient conçus pour s'intégrer au fond rocheux. L’emplacement des lignes de transmission qui relieraient Turlough Hill au réseau électrique était un sujet de controverse. Les objections aux lignes, prévues pour relier Turlough Hill au village de Hollywood, provenaient de plusieurs milieux, dont Bord Fáilte, l'office du tourisme irlandais. Finalement, il a été décidé que les lignes soient construites sous terre, depuis Turlough Hill sur environ 1 mile, afin de préserver la vue sur le Wicklow Gap, avant d'émerger à la surface sur des pylônes le long de la King's River jusqu'à Hollywood, ce qui ajoute 600 000 £ au coût initial du projet.
À leur apogée, les travaux de construction ont employé plus de 500 personnes : de nombreux ouvriers vivaient dans un camp temporaire adjacent au site, qui leur fournissait nourriture et logement. Lors des premiers travaux d'exploration, une faille géologique a été découverte à l'intérieur de la montagne, ce qui a nécessité un réaménagement de l'emplacement de la caverne abritant la centrale. En 1972, plus de 600 kilogrammes de gélignite ont été volés sur le site lors d'un raid armé. Des recherches archéologiques ont été menées près du Wicklow Gap pendant la construction et ont permis de découvrir une partie de la route de Saint Kevin, l'ancien chemin qui amenait les pèlerins d'Hollywood au monastère de Glendalough.
Le premier générateur a été mis en service en décembre 1973, puis les trois autres ont rapidement suivi. La centrale de pompage-turbinage est devenue pleinement opérationnelle en 1974. Au moment de son achèvement, il s'agissait du plus grand projet de génie civil jamais réalisé en Irlande. Le coût final du projet s'élève à 22 millions de livres sterling.
À la fin des travaux de Turlough Hill, l'ESB a étudié à nouveau un certain nombre de sites – dans les montagnes de Wicklow et de Comeragh ainsi qu'autour de Lough Derg – afin de lancer d'autres projets de stockage par pompage. Cependant, Turlough Hill reste à ce jour le seul ouvrage de ce type en Irlande, bien que la Commission de régulation de l'énergie ait approuvé la construction d'une installation de 70 MW à Knocknagreenan, dans le comté de Cork.

## Nom
À l'origine, la colline n'était pas répertoriée sur la carte de l'Ordnance Survey. L'ingénieur qui a identifié le site, J O'Riordan, a décidé de donner à la colline le nom de son fils Turlough. L'étymologie de ce terme, qui remonte à la fin du XVIIe siècle, est irlandaise : il provient des mots tur « sec » et loch « lac ».Ce nom est en tout cas tout à fait approprié puisque la station de pompage-turbinage puise l'eau du lac au sommet de la montagne, qui devient ainsi un « lac asséché ». De plus, il existe une particularité géologique connue sous le nom de Turlough ; en Irlande, elle est définie comme « une zone affaissé sur du calcaire qui est inondée par temps humide en raison de la remontée des eaux souterraines dans la roche.

## Caractéristiques énergétiques
Le ministre irlandais des Communications, de l'Énergie et des Ressources naturelles a déclaré au Parlement irlandais le 15 janvier 2014 : « ... en Irlande, nous disposons de la centrale de pompage-turbinage de Turlough Hill dans le comté de Wicklow, qui a une capacité de 292 MW. Avec le réservoir supérieur plein, il y a un stockage d'énergie de 1 590 mégawattheures, ce qui équivaut à plus de 5 heures de fonctionnement de la centrale à pleine puissance ».

## Remarques
1. 1 2 3  « Power Stations: Turlough Hill » [archive du 14 juin 2011], ESB Group (consulté le 22 juillet 2011)
2. 1 2  Con Power, « Turlough Hill, Co. Wicklow – Working for the Future », The Irish Times, Dublin,‎ 19 janvier 1971, p. 16
3. ↑  « ESB project at Turlough Hill », Irish Independent, Dublin,‎ 22 septembre 1969, p. 7
4. 1 2 3  « Turlough Hill a great success », The Irish Press, Dublin,‎ 3 juin 1975, p. 6
5. 1 2  Lionel Fleming, « Turlough Hill », The Irish Times, Dublin,‎ 25 mai 1972, p. 12
6. ↑  « Something in reserve », The Irish Times, Dublin,‎ 13 septembre 1977, A4
7. ↑  ESB Group, « ESB Annual Report 2010 » [archive du 27 septembre 2011], 2011 (consulté le 23 juillet 2011), p. 37
8. ↑  « Turlough Hill Refurbishment Enters Final Stages », ESB Energy International (consulté le 13 mai 2013)
9. ↑  « Sunday Salute », Sunday Independent, Dublin,‎ 5 août 1973, p. 9
10. ↑  « Power storage tests in mountains », The Irish Times, Dublin,‎ 29 août 1964, p. 15
11. ↑  Hugh Munro, « The development of electricity in Ireland », The Irish Times, Dublin,‎ 4 novembre 1968, p. 18
12. 1 2 3  Tony Kelly, « £12m ESB scheme begun in Wicklow », The Irish Times, Dublin,‎ 15 février 1969, p. 9
13. ↑  « £6m loan for ESB project », The Irish Times, Dublin,‎ 20 mars 1969, p. 1
14. ↑  « £2m jobs for power plant », The Irish Press, Dublin,‎ 21 juin 1969, p. 3
15. ↑  « Germans share ESB contract », Irish Independent, Dublin,‎ 26 juin 1969, p. 1
16. ↑  Lionel Fleming, « ESB power lines in Co. Wicklow. Bord Fáilte objections », The Irish Times, Dublin,‎ 19 mai 1970, p. 11
17. ↑  « Scenery goes on ESB bill », The Irish Press, Dublin,‎ 6 octobre 1971, p. 1
18. ↑  « It's a happy site to work on », Irish Independent, Dublin,‎ 19 mai 1970, p. 13
19. ↑  « The power station inside the mountain », Irish Independent, Dublin,‎ 19 mai 1970, p. 13
20. ↑  « Turlough Hill raid inside job? », Irish Independent, Dublin,‎ 7 février 1972, p. 5
21. 1 2 3  « The power station inside a mountain », Irish Independent, Dublin,‎ 14 septembre 1977, p. 16
22. ↑  Tom Fallon, « In search of another Turlough Hill », The Irish Press, Dublin,‎ 30 juillet 1979, p. 7
23. ↑  Department of Communications, Energy and Natural Resources 2010, p. 78.
24. ↑  « Turlough Hill Poer Station » [archive du 30 novembre 2017] (consulté le 30 mars 2021)
25. ↑  (en) Houses of the Oireachtas, « Renewable Energy Generation Targets – Wednesday, 15 Jan 2014 – Parliamentary Questions (31st Dáil) – Houses of the Oireachtas », sur www.oireachtas.ie, 15 janvier 2014 (consulté le 2 décembre 2024)